# 孟加拉國亞洲學會
孟加拉國亞洲學會（Asiatic Society of Bangladesh）是一個非政治、非牟利的研究組織。其成立於1952年，當時名為「巴基斯坦亞洲學會」，直到1972年才改為現名。巴基斯坦考古學家、歷史學家艾哈邁德·哈桑·達尼最初有創建此學會的想法，而語言學家穆罕默德·沙希杜拉則協助他。學會的總部位於達卡舊城區，鄰近達卡大學的寇松廳。

## 外部連結
- 官方网站